# Лажеаду-ду-Бугри
Лажеаду-ду-Бугри (порт. Lajeado do Bugre) — муниципалитет в Бразилии, входит в штат Риу-Гранди-ду-Сул. Составная часть мезорегиона Северо-запад штата Риу-Гранди-ду-Сул. Входит в экономико-статистический микрорегион Каразинью. Население составляет 2358 человек на 2006 год. Занимает площадь 67,903 км². Плотность населения — 34,7 чел./км².

## История
Город основан 20 марта 1992 года.

## Статистика
- Валовой внутренний продукт на 2003 составляет 16 065 003,00 реала (данные: Бразильский институт географии и статистики).
- Валовой внутренний продукт на душу населения на 2003 составляет 6677,06 реала (данные: Бразильский институт географии и статистики).
- Индекс развития человеческого потенциала на 2000 составляет 0,711 (данные: Программа развития ООН).